# Йорі Лехтеря
Йорі Йонатан Лехтеря (фін. Jori Jonatan Lehterä; 23 грудня 1987, м. Гельсінкі, Фінляндія) — фінський хокеїст, центральний нападник. Виступає за «Сент-Луїс Блюз» у Національній хокейній лізі.
Вихованець хокейної школи ПіТа. Виступав за «Йокеріт» (Гельсінкі), «Таппара» (Тампере), «Пеорія Рівермен» (АХЛ), «Локомотив» (Ярославль), «Сибір» (Новосибірськ).
В чемпіонатах Фінляндії — 197 матчів (47+123), у плей-оф — 23 матчі (9+16). В чемпіонатах НХЛ — 41 матч (9+19).
У складі національної збірної Фінляндії учасник зимових Олімпійських ігор 2014 (6 матчів, 1+3); учасник чемпіонатів світу 2010 і 2014 (15 матчів, 3+9). 
Дядько: Теро Лехтеря.
Досягнення
- Бронзовий призер зимових Олімпійських ігор (2014)
- Срібний призер чемпіонату світу (2014)
- Срібний призер чемпіонату Фінляднії (2007), бронзовий призер (2008).